# Jan Zyndram von Maszkowice

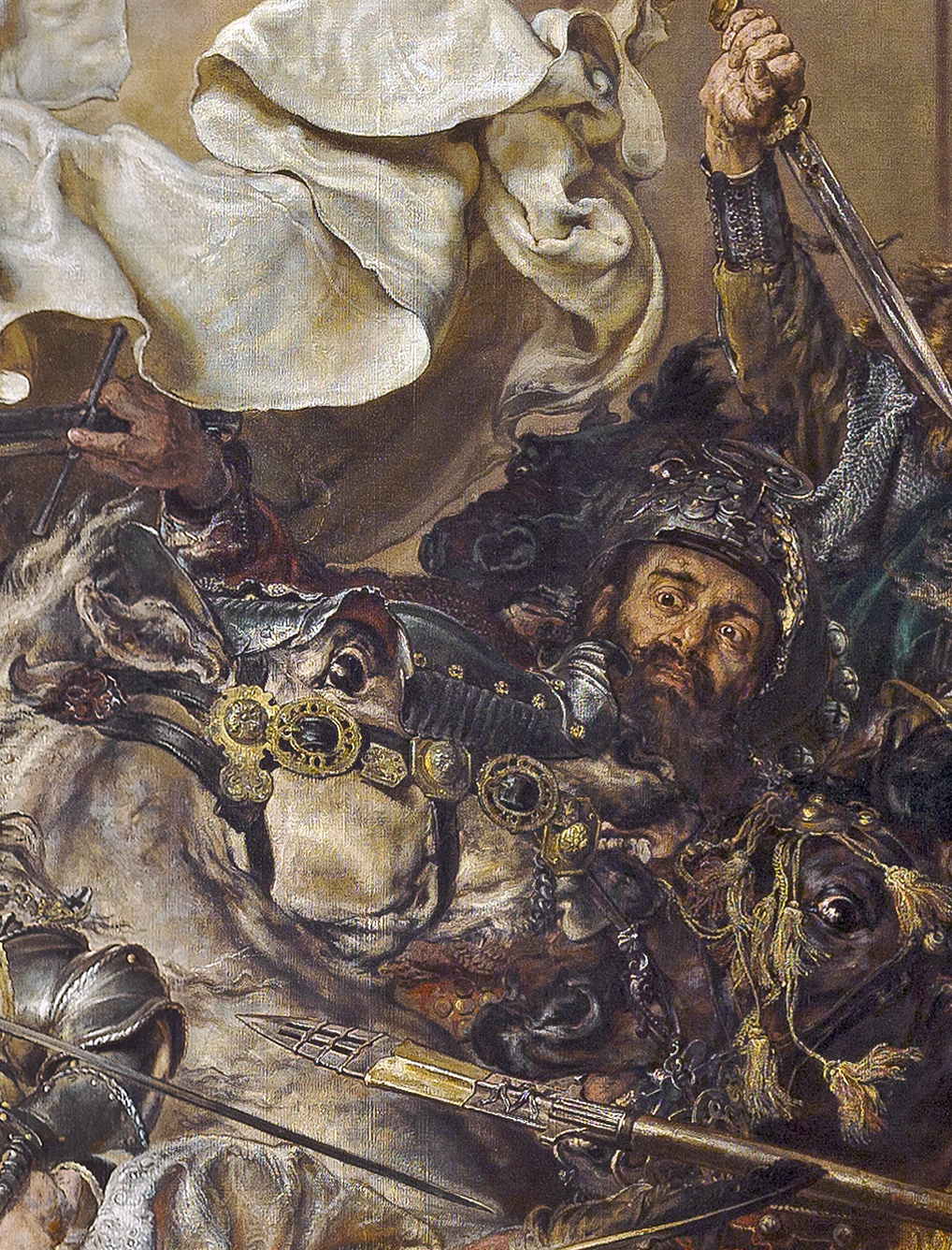
Phantasiedarstellung Jan Zyndrams von Maszkowice auf dem Gemälde Schlacht bei Grunwald, einem Historiengemälde von Jan Matejko, Öl auf Leinwand, Nationalmuseum Warschau

Jan Zyndram von Maszkowice (lateinisch Johannes Sindram, * um 1355; † 1414) war ein polnischer Ritter wahrscheinlich deutschen Ursprungs und königlicher Feldherr im Feldzug des Königreiches Polen gegen den Deutschen Orden, der zur Schlacht bei Tannenberg führte.

## Leben
Zyndram wurde zum ersten Mal im Jahre 1388 als Bürgermeister von Jasło erwähnt. Es gibt einige Theorien der Herkunft von Zyndram. Nach W. Semkowicz stammte er aus einer deutschen Familie der Stadtbürger in Nowy Sącz (Neusandez), ursprünglich aus Bielawa im Niederschlesien. Bekannt wurde Zyndram als Bannerträger der polnischen Krone. Im Februar 1390 nahm Zyndram von Litauen aus an einem Feldzug gegen den Deutschen Orden teil.
Zyndram wurde bestallt, die Verteidigung der Burg am Kreuzweg von Kamieniec Litewski, östlich der unwegsamen Wälder Litauens zu organisieren. Infolge der erfolgreichen Erfüllung dieser Aufgabe wurde er zum Starost von Jasło im Kreis Biecz ernannt, wo er einige Dörfer im Besitz hatte.
Im Jahre 1409 wurde Zyndram im Rahmen des Krieges gegen den Deutschen Orden zum Feldherrn des polnischen Königs Władysław II. Jagiełło berufen. Während der Schlacht bei Tannenberg im Jahre 1410 fungierte Zyndram als Feldherr der Krone und gleichzeitig als Führer des Elitebanners von Krakau. Nach den Annales seu Cronicae incliti Regni Poloniae von Johannes Longinus töteten Kämpfer aus Zyndrams Krakauer Banner den Hochmeister Ulrich von Jungingen.

Słońce – Wappen von Jan Zyndram von Maszkowice

Im Jahr 1413 vergrößerte Zyndram durch einen Pachtvertrag des Dorfes Przesiecznica aus dem Dominium des Bischofs von Przemyśl seine Domäne als Gegenleistung für die Verteidigung des Gebiets gegen die Tataren und Banditen aus den Beskiden. Das genaue Datum seines Todes ist nicht bekannt, jedoch wurde am 5. Juni 1414 seine Frau Anna als „Witwe von Zyndram“ benannt.
Zyndrams Teilnahme an der Schlacht bei Tannenberg wurde von Henryk Sienkiewicz in seinem Roman Die Kreuzritter rezipiert.

### Zeitgenössische Chroniken
- Jan Długosz (Johannes Longinus): Banderia Prutenorum.
- Jan Długosz: Annales seu Cronicae incliti Regni Poloniae (Chronik Polens, um 1445–1480).
- Jan Herburt: Chronica sive historiae Polonicae compendiosa (Basileae); 1571, S. 338.
- Unbekannter Verfasser: Cronica conflictus Wladislai regis Poloniae cum cruciferis anno Christi 1410.